# Eparquía de Bathery
La eparquía de Bathery (en latín: Eparchia Batteriensis y en inglés: Syro-Malankara Catholic Eparchy of Bathery) es una circunscripción eclesiástica de la Iglesia católica en India. Se trata de una eparquía siro-malankar sufragánea de la archieparquía de Tiruvalla. Desde el 25 de enero de 2010 su eparca es Joseph Thomas Konnath.

## Territorio y organización
La eparquía tiene 67 482 km² y extiende su jurisdicción sobre los fieles católicos siro-malankaras residentes en los distritos de: Wayanad, Malappuram, Kozhikode, Kannur y Kasaragod en el estado de Kerala; y el distrito de Nilgiri en el estado de Tamil Nadu.
La sede de la eparquía se encuentra en la ciudad de Sultan Bathery, en donde se halla la Catedral de Santo Tomás.
En 2020 en la eparquía existían 108 parroquias agrupadas en 10 distritos eclesiásticos: Bathery, Pulpally, Nilgiris, Nilambur, Edakkara, Kozhikode, Mananthavady, Kannur, Kalpetta y Kasaragod.

## Historia
El 14 de febrero de 1958 la Santa Sede extendió la jurisdicción de la eparquía de Tiruvalla (hoy archieparquía) más hacia el norte de Kerala, incluyendo algunos distritos de Karnataka y de Tamil Nadu, en donde la Iglesia siro-malankar luego logró progresar. 
La eparquía de Bathery fue erigida el 23 de octubre de 1978 mediante la bula Constat Paulum VI del papa Juan Pablo II, separando territorio de la eparquía de Tiruvalla.

Constat Paulum VI, Decessorem Nostrum bo.me., precibus auditis quas ei adhibuerat Sacra Congregatio pro Ecclesiis Orientalibus, haud ita pridem statuisse ut, quibusdam ab Eparchia Tiruvallensi detractis locis nominatim descriptis, nova iisdem Eparchia erigeretur proprio ac distincto nomine nuncupanda; neque Nos latet eamdem rem etiam a postremo Decessore Nostro Ioanne Paulo I confirmatam esse. Hanc ob causam, decretum considerantes profuturum ad pastorales curas Christifidelium in illis regionibus degentium, non dubitavimus quin id Nosmet ipsi ratum omnino haberemus. Per has igitur Litteras Nostras haec, quae sequuntur, statuta decretaque habeantur. Confirmamus et iubemus ut civilibus regionibus, vulgo «Malapuram » et « Kozhikode » et « Cannanore » et « Nilgiris » et « Mysore » et « Coorg » et « Mandya » et « Hassan » et « South Canara » et « Chikmagalur » et « Shimoga » appellatis, dehinc ab Eparchia Tiruvallensi seiunctis, condatur nova Eparchia Batteriensis nuncupanda, cuius sedes erit in ipsa urbe Battery, ubi et cathedralis sacra aedes constituetur. Nova ista Eparchia suum sibi habebit Seminarium minus, quod optandum est ut quam primum ibi excitetur. Eadem praeterea, ut Ecclesia suffraganea, Sedi metropolitanae Trivandrensi posthac obnoxia erit. Has Nos Litteras Apostolicas nunc et in posterum ratas esse volumus, contrariis quibuslibet minime obstantibus.

La eparquía fue inaugurada el 2 de febrero de 1979.
Originariamente sufragánea de la archieparquía de Trivandrum, el 15 de mayo de 2006 entró a formar parte de la provincia eclesiástica de la archieparquía de Tiruvalla.
El 25 de enero de 2010 cedió la porción de su territorio dentro del estado de Karnataka (distritos de Dakshina Kannada, Udupi, Mysore, Chamrajnagar, Kodagu, Hassan, Chikmagalur, Shimoga y Mandya) para la erección de la eparquía de Puthur.

## Estadísticas
Según el Anuario Pontificio 2021 la eparquía tenía a fines de 2020 un total de 26 790 fieles bautizados.
| Año                                                                             | Población            | Población  | Población      | Sacerdotes | Sacerdotes    | Sacerdotes    | Bautizados por sacerdote | Diáconos permanentes | Religiosos | Religiosos | Parroquias |
| Año                                                                             | Bautizados católicos | Total      | % de católicos | Total      | Clero secular | Clero regular | Bautizados por sacerdote | Diáconos permanentes | Varones    | Mujeres    | Parroquias |
| ------------------------------------------------------------------------------- | -------------------- | ---------- | -------------- | ---------- | ------------- | ------------- | ------------------------ | -------------------- | ---------- | ---------- | ---------- |
| 1980                                                                            | 10 000               | ?          | ?              | 26         | 20            | 6             | 384                      |                      | 6          | 58         | 58         |
| 1990                                                                            | 19 000               | 1 710 600  | 1.1            | 47         | 38            | 9             | 404                      |                      | 9          | 127        | 80         |
| 1999                                                                            | 24 250               | 1 756 000  | 1.4            | 83         | 69            | 14            | 292                      |                      | 14         | 215        | 113        |
| 2000                                                                            | 24 000               | 1 702 200  | 1.4            | 85         | 72            | 13            | 282                      |                      | 13         | 231        | 22         |
| 2001                                                                            | 25 000               | 1 702 500  | 1.5            | 98         | 85            | 13            | 255                      |                      | 14         | 240        | 22         |
| 2002                                                                            | 25 200               | 1 702 950  | 1.5            | 95         | 82            | 13            | 265                      |                      | 13         | 246        | 22         |
| 2003                                                                            | 25 425               | 1 703 125  | 1.5            | 100        | 87            | 13            | 254                      |                      | 13         | 253        | 22         |
| 2004                                                                            | 25 512               | 1 703 426  | 1.5            | 105        | 92            | 13            | 242                      |                      | 13         | 260        | 22         |
| 2006                                                                            | 25 587               | 1 723 000  | 1.5            | 101        | 89            | 12            | 253                      |                      | 12         | 276        | 22         |
| 2009                                                                            | 27 800               | 1 793 000  | 1,6            | 86         | 72            | 14            | 323                      |                      | 14         | 259        | 121        |
| 2012                                                                            | 23 000               | 1 868 000  | 1.2            | 75         | 69            | 6             | 306                      |                      | 6          | 298        | 104        |
| 2015                                                                            | 25 000               | 19 418 000 | 0.1            | 65         | 61            | 4             | 384                      |                      | 4          | 298        | 104        |
| 2018                                                                            | 26 165               | 20 184 260 | 0.1            | 77         | 69            | 8             | 339                      |                      | 8          | 300        | 105        |
| 2020                                                                            | 26 790               | 20 634 615 | 0.1            | 85         | 73            | 12            | 315                      |                      | 12         | 270        | 108        |
| Fuente: Catholic-Hierarchy, que a su vez toma los datos del Anuario Pontificio. |                      |            |                |            |               |               |                          |                      |            |            |            |

## Episcopologio
- Cyril Baselios Malancharuvil, O.I.C. † (28 de octubre de 1978-6 de noviembre de 1995 nombrado archieparca de Trivandrum)
- Geevarghese Divannasios Ottathengil † (11 de noviembre de 1996-25 de enero de 2010 nombrado eparca de Puthur)
- Joseph Thomas Konnath, desde el 25 de enero de 2010